# Alessandro Del Grosso
Alessandro Del Grosso (Ardea, 27 agosto 1972) è un allenatore di calcio ed ex calciatore italiano, di ruolo difensore, tecnico della formazione Under 19 del Pomezia.

## Biografia
Alessandro Del Grosso è nato ad Ardea (Città metropolitana di Roma Capitale), nel Lazio, il 27 agosto 1972. È padre di David, anch'esso calciatore, Dennis e Virginia.

## Caratteristiche tecniche

### Giocatore
Inizialmente ha ricoperto il ruolo di attaccante. Dal 1992 l'allenatore del Francavilla, Giorgio Repetto, lo fece giocare come terzino destro a supporto dell'azione offensiva con inserimenti e cross. Ha ricoperto questo ruolo fino al termine della carriera da giocatore.

### Allenatore
Utilizza generalmente il modulo di gioco 4-3-3 (4 difensori, 3 centrocampisti e 3 attaccanti). Per tale motivo viene spesso definito uno "zemaniano di ferro".

## Carriera

### Giocatore

Del Grosso, 4° in piedi da sinistra, nell'Avezzano Calcio 1994-1995

Fino al 1989 ha giocato con le giovanili della società abruzzese del Celano Calcio.
Passa in prima squadra nel torneo di Serie C2 1989-1990. Dal 1991 al 1993 gioca con il club abruzzese del Francavilla in Serie C2.
Nelle successive tre stagioni ha vestito la casacca dell'Avezzano Calcio contribuendo alla vittoria del torneo di Serie C2 1995-1996.
Nel 1997 va a Salerno. Tra il 1998 e la stagione 2000-2001 ha giocato in Serie A con le maglie di Salernitana e Bari, collezionando 120 presenze complessive e realizzando una rete, quando militava con i granata, al Meazza-San Siro contro il Milan.
Tra il 2002 e il 2004 ha militato in Serie B con il Catania e il Napoli. Successivamente ha vestito le maglie di Pisa, Teramo e Chieti in Serie C1.
Ha giocato tra i professionisti fino al 2009 in diversi club come Catanzaro, Martina, Celano e Val di Sangro.
Ha deciso di ritirarsi nel 2010 quando ha giocato in Serie D con la Renato Curi Angolana, dove successivamente ha assunto il ruolo di direttore sportivo, ma a stagione in corso è tornato a sedere in panchina come tecnico della Juniores.

### Allenatore

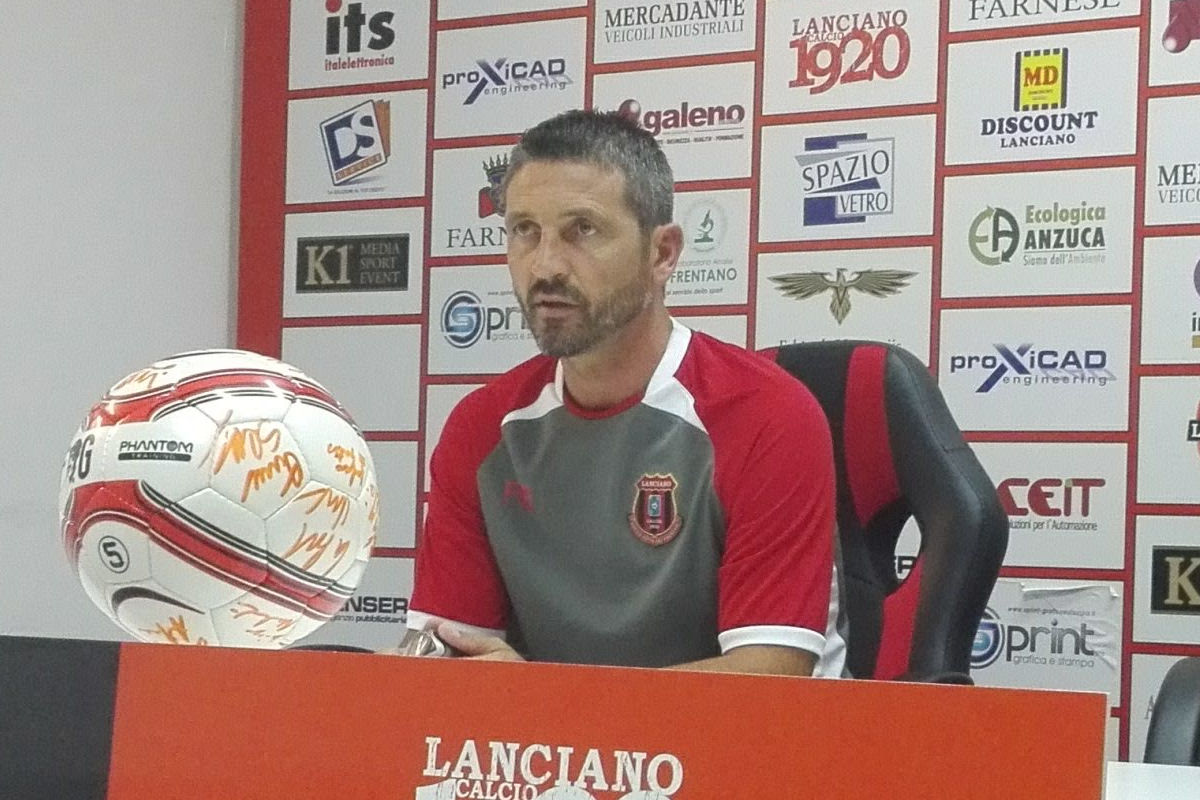
Alessandro Del Grosso allenatore del Lanciano 1920 nel 2018.

Negli anni duemiladieci ha fatto parte dello staff tecnico dell'Italia Beach soccer dell'ex attaccante Maurizio Iorio.
Dal 22 luglio 2014 ha allenato la formazione abruzzese del Francavilla nel torneo regionale di Eccellenza. L'anno successivo è tornato alle giovanili, come tecnico dei Giovanissimi della Virtus Lanciano, mentre nella stagione 2016-17 allena l'Olympia Agnonese in Serie D, raggiungendo per la prima i play off nella storia del club molisano. Nell'estate 2017 si siede sulla panchina del 1920 Lanciano Calcio, squadra con la quale vince il girone B di Prima Categoria abruzzese, resta come allenatore dei rossoneri nella stagione 2018-2019, e conquista la promozione in Eccellenza. Viene confermato alla guida dei frentani anche per il campionato 2019-20. Nonostante ciò, il 25 agosto in piena preparazione precampionato, dopo dissapori con la dirigenza le strade del tecnico e dei rossoneri si separano.
Il 17 ottobre 2019 viene nominato nuovo allenatore del Sora Calcio nell'Eccellenza laziale. Il 13 dicembre viene sollevato dall'incarico di Allenatore dei bianconeri.
Il 17 giugno 2020 viene ufficializzato alla guida dell'Avezzano Calcio ma dopo poco più di un mese rinuncia all'incarico.
Nell'autunno del 2021 assume l'incarico di allenatore dell'under 19 dell'Aprilia e nel febbraio 2022, dopo le dimissioni del collega, assume anche la guida dell'under 17.
Ad agosto del 2022 viene chiamato alla guida del Team Nuova Florida, club della sua città natale, militante in Serie D. Il 13 novembre seguente, dopo la sconfitta per 3-0 sul campo della capolista Pineto, viene sollevato dall'incarico.
Il 25 gennaio del 2023 diventa allenatore della squadra juniores del Pomezia che guida fino al termine della stagione.
Nella stagione 2023-24 assume la guida dell'Under 19 della Cynthialbalonga, mentre la stagione successiva ritorna sulla panchina dei pari età del Pomezia, incarico che mantiene fino al 24 ottobre 2024,dopo poco tempo assume la guida del Torvajanica in I categoria, conducendola alla salvezza ai playout.
Nella stagione 2025-2026 allena l'Under 16 del Pomezia.

## Statistiche

### Statistiche da allenatore
Statistiche aggiornate 30 marzo 2018.
| Stagione        | Squadra          | Campionato      | Campionato | Campionato | Campionato | Campionato | Coppe nazionali | Coppe nazionali | Coppe nazionali | Coppe nazionali | Coppe nazionali | Coppe continentali | Coppe continentali | Coppe continentali | Coppe continentali | Coppe continentali | Altre coppe | Altre coppe | Altre coppe | Altre coppe | Altre coppe | Totale | Totale | Totale | Totale | % Vittorie | Piazzamento  |
| Stagione        | Squadra          | Comp            | G          | V          | N          | P          | Comp            | G               | V               | N               | P               | Comp               | G                  | V                  | N                  | P                  | Comp        | G           | V           | N           | P           | G      | V      | N      | P      | %          | Piazzamento  |
| --------------- | ---------------- | --------------- | ---------- | ---------- | ---------- | ---------- | --------------- | --------------- | --------------- | --------------- | --------------- | ------------------ | ------------------ | ------------------ | ------------------ | ------------------ | ----------- | ----------- | ----------- | ----------- | ----------- | ------ | ------ | ------ | ------ | ---------- | ------------ |
| 2014-2015       | Francavilla      | Ecc.            | 32         | 17         | 9          | 6          | CI-Ecc.         | 2               | 1               | 1               | 0               | -                  | -                  | -                  | -                  | -                  | -           | -           | -           | -           | -           | 34     | 18     | 10     | 6      | 52,94      | 4º           |
| 2016-2017       | Olympia Agnonese | D               | 32+2       | 13+1       | 12+1       | 7          | CI-D            | 1               | 0               | 0               | 1               | -                  | -                  | -                  | -                  | -                  | -           | -           | -           | -           | -           | 35     | 14     | 13     | 8      | 40,00      | 5º           |
| 2017-2018       | Lanciano         | I Cat.          | 28         | 25         | 2          | 1          | -               | -               | -               | -               | -               | -                  | -                  | -                  | -                  | -                  | -           | -           | -           | -           | -           | 28     | 25     | 2      | 1      | 89,29      | 1º, promosso |
| 2018-2019       | Lanciano         | Prom.           | 34         | 28         | 3          | 3          | -               | -               | -               | -               | -               | -                  | -                  | -                  | -                  | -                  | -           | -           | -           | -           | -           | 34     | 28     | 3      | 3      | 82,35      | 1º, promosso |
| Totale Lanciano | Totale Lanciano  | Totale Lanciano | 62         | 53         | 5          | 4          |                 | -               | -               | -               | -               |                    |                    |                    |                    |                    |             |             |             |             |             | 62     | 53     | 5      | 4      | 85,48      |              |
| Totale carriera | Totale carriera  | Totale carriera | 128        | 84         | 27         | 17         |                 | 3               | 1               | 1               | 1               |                    |                    |                    |                    |                    |             |             |             |             |             | 131    | 85     | 28     | 18     | 64,89      |              |

## Palmarès

### Giocatore

#### Competizioni nazionali
- Serie C2: 1

Avezzano: 1995-1996
- Campionato italiano di Serie B: 1

Salernitana: 1997-1998

### Allenatore

#### Competizioni regionali
- Prima Categoria: 1

Lanciano: 2017-2018
- Promozione: 1

Lanciano: 2018-2019 (girone B)
- Coppa Italia Promozione: 1

Lanciano: 2018-2019
- Coppa Mancini: 1

Lanciano: 2018-2019